# 歌ぐすい
『歌ぐすい』（うたぐすい）は、やなわらばーの1作目のフル・オリジナル・アルバム（ミニ・アルバムを含むと2作目）。2007年8月29日発売。

## 概要
沖縄色の濃い前作『青い宝』から一転、ケツメイシのRYOJIを音楽プロデューサーに迎え、沖縄らしさを一部残しながらも様々なタイプの曲を作り出している。前作と違い、メンバー自作曲以外の楽曲も収録されている。
タイトルは「歌の薬」という意味。聴いた人の心がラクになってほしいという気持ちが込められている。

## 収録曲
特記以外全編曲：NAOKI-T
1. てぃんさぐぬ花
  - 作詞・作曲：沖縄県民謡
  - ライブ始めに短い曲をテーマ曲的に演奏することが多く、本作で再現した。
2. 唄の島
  - 作詞・作曲：RYOJI　
  - 4thシングル。初の提供曲。二人の自作ではないが、「てぃんさぐぬ花」を除いた中で最も沖縄らしい雰囲気を持っている。
3. いちごいちえ
  - 作詞：RYOJI　作曲：RYOJI・NAOKI-T
  - 7thシングル。テレビ朝日系ドラマ『菊次郎とさき』エンディングテーマ。
4. 愛してる
  - 作詞・作曲：ゆう
5. 心音
  - 作詞・作曲：ゆう
  - それまでにない、自分を素直にさらけ出した歌詞が特徴である恋愛の歌。
6. 聞いてほしいこと
  - 作詞・作曲：やなわらばー
  - 遠い故郷で暮らす母親への感謝の気持ちを歌っている。
7. 「拝啓○○さん」
  - 作詞・作曲：RYOJI
  - 5thシングル・テレビ朝日ドラマ『エラいところに嫁いでしまった!』主題歌。
  - レゲエのリズムを初めて採用した楽曲。
  - ミュージック・ビデオは渋谷のギャルサーや新宿ゲイバーの人達の前で歌っていて、ドキュメンタリー風の作りとなっている。
8. 君にサヨナラ
  - 作詞・作曲：りお　編曲：NAOKI-T・ma2k
9. 卒業アルバム
  - 作詞・作曲：やなわらばー
  - アップテンポで明るい曲。ライブでは盛り上げ役として、後半に演奏されることが多い。
10. 空をこえて 海をこえて
  - 作詞・作曲：ゆう　編曲：関淳二郎
  - 3rdシングル。テレビ朝日系『ポカポカ地球家族』エンディングテーマ。
  - 故郷石垣島を出て、都会で夢を追って頑張っている自分達のことを歌っている、二人の代表曲。
11. 大好きな人
  - 作詞・作曲：やなわらばー
12. 夢を見た
  - 作詞・作曲：ゆう
  - 6thシングル。テレビ朝日系『恋愛百景』エンディングテーマ。
  - 石垣優が実際に繰り返し見たという、大切な人が次々亡くなる夢をもとに作った曲。
  - 「やなわらばー初のラブソング」とメンバーが称している。
13. 今日という日を歌にして
  - 作詞・作曲：RYOJI
  - 4thシングル「唄の島」カップリング。
  - これまでの二人の歩みと、今後の活動への決意を表現した曲。